# Железный Кулак
Железный Кулак (англ. Iron Fist), настоящее имя Дэнни Рэнд (англ. Danny Rand) — супергерой, персонаж комиксов издательства Marvel, созданный Роем Томасом и Гилом Кейном. Впервые появился в 15-м выпуске комикса Marvel Premiere, вышедшем в мае 1974 года. Он практикует боевые искусства и обладает мистической силой, известной как железный Кулак, позволяющей ему призвать и сосредоточить его ци. Персонаж появлялся в собственной одиночной серии в 1970-х, а также был одним из главных героев серии Power Man and Iron Fist наряду с Люком Кейджем, с которым затем основал команду Герои по найму. Персонаж появился в многочисленных одиночных сериях, в том числе и The Immortal Iron Fist, расширившей историю его происхождения.
Впоследствии Железный Кулак появлялся в различного рода мерчендайзе (одежды, игрушки, коллекционные карточки, мультсериалы и видеоигры). В телесериале 2017 года «Железный Кулак» от Netflix, в рамках Кинематографической вселенной MarveI, роль Железного Кулака исполняет Финн Джонс.

## История публикаций
Железный Кулак, наряду с ранее созданным Шан-Чи Мастером Кунг-фу, появился в Marvel Comics в начале и середине 1970-х, когда поп-культура тяготела к боевым искусствам. Сценарист/создатель Рой Томас написал в текстовой части к Marvel Premiere #15, что при создании Железного Кулака он вдохновлялся Удивительным человеком, персонажем, созданным Биллом Эвереттом в 40-х годах. Позднее Томас писал, что он и художник/создатель Гил Кейн

 «…начали Железного Кулака, потому что я увидел мой первый фильм о кунг-фу, ещё до появления Брюса Ли, и там была одна штука под названием „церемония железного Кулака“. Мне показалось, что это хорошее имя, и у нас уже была линейка Мастера Кунг-Фу, но я подумал, „Может назвать супергероя Железный Кулак, хотя у нас уже был Железный человек, это хорошая идея“. [Издателю] Стэну [Ли] имя понравилось, так что я раздобыл Гила, и он привнёс влияние в его Удивительного человека, и вместе с ним мы создали персонажа…»
Оригинальный текст (англ.)«.started "Iron Fist" because I'd seen my first kung fu movie, even before a Bruce Lee one came out, and it had a thing called 'the ceremony of the Iron Fist' in it. I thought that was a good name, and we already had Master of Kung Fu going, but I thought, 'Maybe a superhero called Iron Fist, even though we had Iron Man, would be a good idea.' [Publisher] Stan [Lee] liked the name, so I got hold of Gil and he brought in his Amazing Man influences, and we designed the character together...»

Обложка Marvel Premiere #15 (Май, 1974). Первое появление Железного Кулака. Художник — Гил Кейн.

Созданный сценаристом Томасом и художником Кейном, Железный Кулак появился в сюжете, охватывающем Marvel Premiere #15-25 (Май 1974 — октябрь 1975). Над серией также работали сценаристы Лен Уэйн, Даг Мёнх, Тони Изабелла и Крис Клэрмонт и художники Ларри Хама, Арвелл Джонс, Пэт Бродерик и Джон Бирн. После этого персонаж получил собственную одиночную серию Iron Fist, состоявшую из 15 выпусков (ноябрь 1975 — сентябрь 1977). Сольная серия была написана Клермонтом и проиллюстрирована Бирном. Линия с участием Стального змея не была завершена в рамках серии в связи с её отменой и перекочевала в #63-64 Marvel Team-Up.
Чтобы спасти персонажа от сокращения, издательство Marvel поставило Железного Кулака в пару с другим персонажем, утратившем популярность и неспособным поддерживать собственную сольную серию, Люком Кейджем. Впервые два персонажа объединились в трёхчастном сюжете, охватывающем #48-50 Power Man. Начиная с #50 (Апрель, 1978) название серии было изменено на Power Man and Iron Fist. Железный Кулак регулярно появлялся в серии вплоть до финального выпуска #125 (Сентябрь, 1986), где он был убит. Сценарист Джим Оусли (впоследствии известный как Кристофер Прист) прокомментировал смерть Дэниэла Рэнда, назвав её «бессмысленной, шокирующей и совершенно непредвиденной».
Пять лет спустя Железный Кулак был возрождён в Namor the Sub-Mariner #21-25 (Декабрь 1991 — апрель 1992), где было выявлено, что персонаж, погибший в Power Man and Iron Fist #125 был двойником. Затем он часто появлялся в сюжетных арках серии Marvel Comics Presents, состоящих из трёх или четырёх выпусков в течение 1992 и 1993 года. Позже персонаж получил две сольные минисерии: Iron Fist (vol. 2) #1-2 (Сентябрь — октябрь 1996), написанная Джеймсом Фелдером и проиллюстрированная Робертом Брауном и Iron Fist (vol. 3) #1-3 (Июль — сентябрь 1998) от сценариста Дэна Юргенса и художника Джексона Гайса. Также в это время он был одним из участников группы серии Heroes for Hire, состоящей из 19 выпусков (Июль 1997 — январь 1999).
Вслед за этим последовала минисерия из четырёх выпусков от сценариста Джей Фаербера и художника Джамала Айгла, Iron Fist: Wolverine (Ноябрь, 2000 — февраль 2001) совместно с участником команды Люди Икс Росомахой. В 2004 году вышла ещё одна сольная серия Iron Fist vol. 4 #1-6 (Май — октябрь 2004) от сценариста Джо Муллени и художника Кевина Лау. В 2007 году стартовала серия The Immortal Iron Fist, написанная Эдом Брубейкером и проиллюстрированная Мэттом Фрэкшеном и Дэвидом Аджа. Начиная с #17 художником выступил Дуэйн Свержински.
За пределами собственной серии Железный Кулак появился в трёх историях: чёрном-белом комиксе Marvel Deadly Hands of Kung Fu #10 (Март, 1975), в качестве вспомогательного персонажа в Sons of the Tiger #18 (Ноябрь, 1975) и шести-серийном сюжете «Живое оружие» в #19-24 (Декабрь 1975 — май 1976). В качестве гостя он появился в Marvel Two-in-One, Marvel Team-Up, Namor, Black Panther и Daredevil.
Как регулярный персонаж Железный Кулак появлялся на протяжении 2010—2013 года в серии New Avengers, начиная с #1 (Август, 2010) вплоть до её окончания в #34 (Январь, 2013). В 2014 году стал главным героем ограниченной серии Iron Fist: The Living Weapon от сценариста Кааре Эндрюса, состоящей из двадцати выпусков.

## Биография
Дэниел Рэнд родился в Нью-Йорке 30 мая 1992 года. Его отцом был Уэнделл Рэнд, который обнаружил мистический город К’ун-Л’унь будучи маленьким мальчиком. Во время своего пребывания в К’ун-Л’уне Уэнделл спас жизнь правителя города, Лорда Туана, и был провозглашен как сын Туана. Однако Уэнделл в конечном счете покинул К’ун-Л’унь и стал богатым предпринимателем в Соединенных Штатах. Он женился на светской девушке Хизер Дункан, и у них родился ребёнок, Дэниэл.
Уэнделл позже организовал экспедицию, чтобы вновь найти К’ун-Л’унь, взяв с собой свою жену Хизер, своего делового партнера Гарольда Мичама и девятилетнего Дэниэла. Во время путешествия в горы, Дэниэл соскользнул с дороги, его веревка подхватила его мать и отца. Мичам, который также был влюблён в Хизер, вынудил Уэнделла умереть, но предложил помощь Хизер и Дэниелу. Хизер отклонила его предложение. Хизер и Дэниел столкнулись с временным мостом, который появился ниоткуда, после чего подверглись нападению со стороны стаи волков. Хизер бросилась на волков, чтобы спасти Дэниела, но погибла, когда лучники из К’ун-Л’уня пытались спасти её. Лучники взяли с собой скорбящего Дэниела. Когда Дэниел жаждал мести, Ию-Ти отдал его на обучение Лэй Куну, который обучил его боевым искусствам.
Дэниэл оказался самым одарённым студентом Лэй Куна. Рэнд усилил свои кулаки, погружая их в ведра песка, гравия и камня, чтобы укрепить их. В 19 лет Дэниэлу выпал шанс достичь силы Железного Кулака. Он должен был сразиться и победить дракона Шоу-Лао Бессмертного, который охранял литое сердце. Дэниел сражался против рубца Шоу-Лао, который выжег татуировку дракона на его груди. Убив Шоу-Лао, он вошёл в его пещеру и погрузил свои кулаки в жаровню, содержащую расплавленное сердце существа, тем самым получив силу Железного Кулака. Позже было показано, что Дэниэл — часть длинной родословной Железных кулаков.
Когда К’ун-Л’унь вновь появился на Земле после 10 лет, Дэниэл уехал, чтобы найти убийцу своего отца. Вернувшись в Нью-Йорк, Дэниел Рэнд, одетый в церемониальную одежду Железного Кулака, искал Гарольда Мичама, в настоящее время возглавляющего Мичама Индастриз. После совершения многих попыток убить его, он столкнулся с Мичамом в его офисе, где увидел человека с ампутированными ногами, которые были обморожены, когда он попал в сильный снегопад, после отказа Дэниела и его матери.
Мичам принял свою судьбу и сказал Железному Кулаку убить его, но из жалости к нему, Железный Кулак ушёл. В тот момент Мичам был убит таинственным ниндзя, и его дочь Джой обвинила Железного Кулака в смерти её отца. В конечном счете, Железный Кулак очистил своё имя от обвинений и начал карьеру супергероя, ему помогли его друзья Коллин Винг и Мисти Найт. В последнюю Дэниэл даже влюбился. Известные противники в начале его карьеры это: Саблезубый, таинственный Мастер Хан и Стальной Змей, сосланный сын Лей Куна, который жаждал силы Железного Кулака.

### Герои по найму
Работая под прикрытием, Мисти Найт проникла в организацию криминального авторитета Джона Бушмастера. Когда Бушмастер обнаружил предательство Найт, он похитил Клэр Темпл и Ноа Бурштейна, близких соратников Люка Кейджа, более известного как Силач, и держал их в плену. Железный Кулак помог Кейджу и Дочерям дракона (Найт и Винг) одолеть Бушмастера а также очистить имя Люка от обвинений в торговле наркотиками. После этого Железный Кулак и Силач стали партнёрами, сформировав команду Герои по найму.
Альтер эго Железного Кулака Дэниэл Рэнд получил состояние своих родителей от корпорации Рэнд-Мичам, тем самым став очень богатым. Это обострило противоречия между ним и Люком, который был гораздо беднее.
Партнёрство Силача и Железного Кулака закончилось тем, что последний заболел раком. Почти сразу после этого Дэниэл был похищен Х’лтри, древней инопланетной расой, которая противостояла К’ун-Л’ун. Они создали двойника Железного Кулака, занявшего место Рэнда в реальном мире. Когда клон погиб на одной из миссий, Люк Кейдж был обвинён в его убийстве.

### Воскрешение
В то время, когда Железный Кулак находился в коме в К’ун-Л’ун, он использовал своё ци, чтобы вылечиться от рака. Позднее он вышел из комы благодаря Нэмору.
Рэнд и Кейдж воссоздали Героев по найму значительно расширив команду, работая на корпорацию Оракл Нэмора. В дальнейшем Нэмор распустил Оракл, а также Героев по найму.
Затем способности Железного Кулака были украдены Джунзо Муто, молодым лидером Руки, а затем стал опекуном стаи перемещённых в Токио драконов. В конечном итоге Чиатанг восстановил его силы, промыв ему мозги и заставив сражаться с Чёрной пантерой. Тому, тем не менее, удалось освободить Дэнни из-под контроля существа, после чего они сообща одолели Чёрного дракона в Ваканде.
В минисерии Iron Fist сводная сестра Дэниэла Миранда Рэнд-К’аи вернулась из мёртвых. Х’лтри оживили её, пообещав вернуть ей полную жизнь при условии, что Миранда добудет для них артефакт ключ Зодиака. Она берёт личность Жала смерти и вступает в конфронтацию с Железным кулаком и Щ.И.Т.ом. Когда Х’лтри собираются убить Железного Кулака, Миранда использует против них ключ Зодиака, казалось бы, жертвуя жизнью. Тем не менее, благодаря экспериментам Х’лтри ей удалось спастись.

### Как Сорвиголова

Дэнни Рэнд под видом Сорвиголовы. Художник — Майкл Ларк.

Рэнд использует личность Сорвиголовы, чтобы убедить общественность, что Мэтт Мёрдок не является костюмированным линчевателем.
Во время событий Civil War он выступает против Акта регистрации сверхлюдей и под видом Сорвиголовы присоединяется к Капитану Америке. Он был захвачен оппозицией. Впоследствии был освобождён из Тюрьмы в Негативной Зоне и присоединился к сторонникам Капитана Америки против сил Железного человека.

### Новые Мстители
После ареста Капитана Америки Железный Кулак присоединился к подпольной команде Новые Мстители, в которой также состоял его лучший друг Люк Кейдж. Он избежал ареста благодаря юридическим лазейкам. Ввиду различных проблем он позднее покинул команду, однако пообещал, что придёт на помощь, если понадобится. Во время World War Hulk Железный Кулак и его бывшие товарищи по команде Эхо и Ронин пытались защитить Рика Джонса от Эллои и Хироима. Они были побеждены и на короткое время помещены в тюрьму. Во время Secret Invasion Железный Кулак участвовал в битве за Нью-Йорк. Впоследствии был похищен Норманом Озборном и подвергнут промывке мозгов. Озборн хотел использовать его против Новых Мстителей, однако, в ходе виртуальной проверки, Дэнни так и не смог убить Люка Кейджа. Временно став членом Громовержцев, Дэнни затем удалось выбраться из-под контроля Нормана благодаря Люку.

### Бессмертный Железный Кулак
Орсон Рэндалл, предшественник Дэниэла Рэнда, нашёл его в Нью-Йорке и передал книгу Железного Кулака, якобы содержавшую секреты кунг-фу всех предыдущих Железных кулаков. Таким образом, Рэндалл хотел подготовить Дэнни к грядущему турниру Семи чемпионов. Стальной змей, который долгое время разыскивал Рэндалла, вступил с ним в смертельное сражение. Во время битвы со Змеем Рэндалл пожертвовал собой, но прежде чем умереть, он дал Рэнду прикоснуться к своему сердцу и забрать себе его чи. С дополнительными силами он смог на равных противостоять Давосу, но во время битвы тот исчез, завершив миссию. После мастер Ли Канг вызвал Дэниела в К’унь-Лунь для участия в турнире. Тем не менее, лидеры семи городов тайно провели дверь между К’унь-Лунем и Землёй. Так как лидеры оказались коррумпированы, Железный Кулак, Лэй Кун, дочь Орсона Рэндалла и Джон Аман начали планировать революцию. В то же время ГИДРА пыталась разбить волшебный барьер и уничтожить К’унь-Лунь. Узнав о заговоре, Стальной Змей помог Рэнду и другим Бессмертным орудиям свергнуть Ксао.
В финальной битве семи Бессмертных орудий и Лей Куном с его армией на одной стороне и Ксао с ГИДРОЙ на другой, Железный Кулак смог уничтожить поезд, победить Ксао и освободить К’унь-Лунь от коррупции. Прежде чем убить себя, Ксао рассказал Рэнду, что существует восьмой город. Железный Кулак предложил Лей Куну стать новым Ю-Ти, а дочери Оросона новым Громовержцем.
Рэнд также узнал, что основой состояния его семьи были деньги Орсона, что послужили причиной бед всех Семи Небесных Столиц. Таким образом, Дэнни решил раздать свои деньги и превратить «Рэнд Интернешнл» в некоммерческую организацию для помощи бедным. На свои деньги Дэниэл выкупил старое здание Героев по найму и открыл Громовое додзё, где дети могли бы учиться кунг-фу. Он попытался восстановить свои отношения с Мисти Найт. Перед своим тридцать третьим днём рождения, Дэнни узнал, что все Железные кулаки умирали в том же самом возрасте, за исключением Орсона Рэндалла, который в это время скрывался.
Вскоре Дэнни был атакован и побеждён Чжоу Чэном, слугой демона Че’л-Линя, который утверждал, что убил предыдущих Железных кулаков. Чэн собирался достать сердце Железного Кулака в надежде добраться до К’унь-Луня и уничтожить драконье яйцо, что должно дать жизнь новому Шу-Лао, таким образом положив конец Железным кулакам. В ходе боя с Чэном, Рэнд сильно вывихнул плечо, однако даже в таком состоянии ему удалось выиграть бой. Вслед за этим появились Бессмертные Орудия и троица друзей Рэнда и рассказали, что в квартире Жоу нашли карту, что ведёт в Восьмой Небесный город. Дэнни и компания поняли, что именно оттуда появился демон, и приготовились к путешествию.
В восьмом городе Дэнни встретил Кван Яозу, первого Железного Кулака, разочаровавшегося в К’унь-Луне и ставшего правителем Восьмого города Чангмингом. Рэнду и Толстой кобре удалось победить Квана. Действия Дэнни во время их сражения впечатлили Квана, который сказал, что Дэниэл Рэнд живое доказательство того, что К’унь-Лунь перестал быть тем самым коррумпированным городом. Рэнд и Давос согласились привести Квана в К’унь-Лунь и организовать ему встречу с Лей Куном.
По прибытии на Землю он обнаружил ожидавший его полк ГИДРЫ, которая собралась отомстить ему за Ксао, с Мисти в заложниках. Битва вызвала разрушение здания «Рэнд Интернешнл», но Дэнни и Мисти смогли спастись. С небольшой долей оставшихся денег, Дэнни и Мисти купили новую квартиру. Сам Рэнд решил вложить оставшиеся средства в своё додзё. В их новом доме Дэниэл предложил Мисти выйти за него замуж. Та согласилась и призналась, что беременна от него.

### Реформированные Мстители
После событий Siege Железный Кулак присоединился к недавно реформированным Новым Мстителям. Когда выяснилось, что Мисти была не беременна, пара решила разойтись по разным домам, однако их отношения продолжились.
Позднее Дэнни отправился на встречу с неким Силачом. Железный Кулак и Люк Кейдж обнаружили, что Силач это Виктор Альварес, выживший после взрыва, организованного Меченым. Железный Кулак стал наставником нового Силача, с которым также начал действовать в одной команде.
Во время событий Fear Itself Железный Кулак и Бессмертные оружия были вызваны в Пекин, чтобы закрыть грозящие открыться врата Восьмого Города. Рэнд был подвергнут мысленному контролю, который создал мистическую помеху, чтобы помешать Бессмертным орудиям закрыть ворота. Также он был вынужден сражаться против своих союзников. Благодаря вмешательству Воителя, который одолел Железного Кулака, миссия была успешно завершена. Тем не менее, Доктор Стрэндж понял, что теперь Дэнни Рэнд — Бессмертное оружие Агамотто.
Железный Кулак и Лей Кун перенесли Хоуп Саммерс в К’унь-Лунь, чтобы обеспечить ей безопасность. Железный Кулак участвовал в каждом сражении с Пятёркой Феникса. После того, как та была побеждена, Люк Кейдж распустил Новых Мстителей.

### Живое оружие
После событий Avengers vs. X-Men, у Дэнни появляется новая возлюбленная по имени Бренда, репортёр, которая берёт интервью о его семье, а позже вступает с ним в интимную близость в Башне Рэнда. Было выявлено, что прошлое Дэниэла до сих пор преследует его. Вскоре на здание нападают ниндзя, которых Железный Кулак победил в неравном бою. Спустя несколько мгновений, в дом Дэнни проник молодой монах по имени Пэй, который рухнул на пол прежде чем сказать Дэнни, чтобы вернуться в Кунь-Лунь.
Позже он нашёл портал в Кунь-Лунь под одним из лифтов Башни Рэнда и сразился с другой группой ниндзя. Вернувшись в Кунь-Лунь, он обнаружил, что город был разрушен таинственной фигурой в капюшоне.
Один из выживших обвинил чемпиона Кунь-Лунь в произошедшей катастрофе. Дэнни затем схватил его и потребовал привести его к Лей Куну. Другой выживший привёл его к Дереву Бессмертия, где Дэнни встретил Принца сирот. Он повелел Дэнни остановиться, но тот проигнорировал его и увидел обезглавленного Лей Куна. Принц Сирот позже предложил ему выбор жизни или смерти, но Дэнни сердито разрушил дерево чем навлёк на себя гнев бывших союзников. Позже он восстановился и с ужасом обнаружил, что таинственное фигура в капюшоне — его отец.
Позднее у Дэнни возникло видение умершей матери, после чего он использовал железный Кулак против своего отца, однако удар не сработал и Рэнд сломал руку. Он осознал, что существо не является его отцом, а затем сломал ещё одну руку. Его окружают ниндзя, однако на помощь приходит таинственный человек, вызвавший лавину и утащивший Дэнни в безопасное место.
Дэнни очнулся в пещере, где встретил Фуха, монаха из К’ун-Луня и свою старую подругу Воробья, которая призналась ему в любви и поцеловала. Позже она рассказала, что Давос лишил её зрения и сняла повязку в качестве доказательства. Она придала Рэнду решимости, после чего тот вознамерился остановить Давоса и Избранного.
Воробей и Фух вылечили Дэнни и использовали некоторые запрещённые методы К’ун-Луня, чтобы выковать для него железные кулачки и компенсировать потерю его ци. Восстановив свою боевую форму, Дэнни был отправлен на встречу с духом своей мёртвой матери. мать и сын помирились, благодаря чему его тело, разум и душа были исцелены.
Они прибыли в здание Рэнда, где Воробей столкнулась с Давосом и Дэнни вновь сразился с Избранным, но потерпел поражение. Чтобы противостоять этому, дух Фуха сказал Дэнни использовать ци жителей К’ун-Луня, таким образом, увеличив свои способности. Дэнни снова боролся с Избранным, но тот использовал ци, чтобы сломать барьеры жизни и смерти и принести Хизер Рэнд обратно в живых, но получилось нечто иное.
Таинственной фигурой оказался Чжу-Конг, бог огня и всемирного порядка. Чжу-Конг попытался наказать всех в Нью-Йорке, но Избранный убедил Дэнни слиться с ним, создав тем самым гигантского робота. Чжу-Конг и усиленный Дэнни сражались на улицах Нью-Йорка, но тем временем Давос убил последнее воплощения Шао-Лао, и ци Дэнни вновь исчерпалась. Тем не менее, Избранный дал ему оставшееся ци, после чего Чжу-Конг был наконец побеждён.

### Marvel NOW!
В Marvel NOW! Железный Кулак и Люк Кейдж, как Герои по Найму, были наняты Бумерангом, чтобы арестовать его бывших союзников из Зловещей шестёрки.

## Силы и способности
Погружая свои кулаки в расплавленное сердце дракона Шоу-Лао Бессмертный вселил сверхчеловеческую энергию дракона в Рэнда. Обучением Лея Кунга дало Рэнду не только мастерство боя, но и возможность контролировать ци своего тела и в дальнейшим, полученную ци Шоу-Лао Бессмертного после победы над ним, что позволило ему увеличить свои врождённые способности до высокого уровня. Сила до 750кг, стойкость, выносливость и рефлексы.
Он в состоянии сконцентрировать естественную энергию своего тела и энергию переданную ему от дракона в своих руках, которая проявляется как сверхъестественное свечение и пламя вокруг его сжатого кулака. Таким образом, сконцентрированный «железный Кулак» может нанести удар с нечеловеческой силой, в то время как его рука невосприимчива к боли и травмам. Точно неизвестно, на сколько ударов он может концентрировать всю свою ци в кулаке или в ноге, но в комиксах он никогда не показывал лимит и всегда мог наносить кучу ударов, очень быстро меняя точку концентрации ци, переведя её то на кулак, то на ногу. Также он способен кидать огненные шары. Он может сделать так, чтобы его огненные шары или пламя в кулаках не сжигали людей, а просто наносили огромный кинетический урон или наоборот, .
Железный Кулак может сосредоточить энергию ци внутри, чтобы исцелить себя, так он однажды вынул пулю из своей груди с помощью своей энергии, не прикасаясь руками, а также телепатически соединял своё сознание с другим человеком и объединялся с умом того человека.
Рэнд — мастер всех боевых искусств К’ун-Лун и многих с Земли.

## Альтернативные версии

### MC2
Железный Кулак появляется в Spider-Girl #24. В этой реальности Дэниэл Рэнд отошёл от дел после смерти Мисти Найт (его жены в этой вселенной). Тем не менее, он временно возвращается к личности Железного Кулака, чтобы помочь Девушке-пауку одолеть Драконьего кулака.

### Marvel Zombies
В минисерии Marvel Zombies Железный Кулак сражается против зомби-Чёрной кошки, которая кусает его за шею. Другой Железный Кулак появляется в Marvel Zombies Return в альтернативной вселенной, где он был убит прибывшим зомби-Росомахой.

### Ultimate
Дэнни Рэнд обучался в монастыре Шаолинь вместе с другим известным борцом с преступностью — Шан-Чи. По возвращении в Нью-Йорк он попытался задержать грабителя с помощью «железного Кулака», чем нанес ему тяжкие увечья и был задержан полицией. Через год он выходит из тюрьмы и активно участвует в противостоянии банд Кувалды и Кингпина вместе с Шан-Чи, Человеком-пауком и Лунным рыцарем.
После того, как Кувалду посадили в тюрьму, Рэнд вошел в команду Последние Рыцари вместе с Человеком-пауком, Шан-Чи, Доктором Стрэнджем, Лунным рыцарем и Сорвиголовой. Кингпин угрожал убить его дочь, поэтому Дэнни сдал своих соратников, в результате чего Ронин был убит, а Шан-Чи ушел из команды. Однако это не помешало Сорвиголове заставить Кингпина бежать из страны. После этого команда распалась.

### House of M
В реальности House of M Дэниэл Рэнд покинул К’ун-Л’ун, не зная, что мутанты доминируют на всей планете. Он был схвачен полицией мутантов и присоединился к отряду человеческого сопротивления Люка Кейджа.

### Земля-13584
В карманной вселенной ЦИИ Железный Кулак появляется как член банды Человека-паука.

## Критика и отзывы
Железный Кулак был помещён на 195 место в списке величайших супергероев за всё время по версии Wizard. В мае 2011 года, Железный Кулак занял 68 место в списке 100 лучших героев комиксов по версии IGN и 46 место в списке «50 лучших Мстителей».

## Коллекционные издания
| Название                                                           | Материал тома | Дата публикации           | ISBN                                                  |
| ------------------------------------------------------------------ | --- | ------------------------- | ----------------------------------------------------- |
| Essential Iron Fist, Vol. 1                                        | Marvel Premiere #15-25; Iron Fist (vol. 1) #1-15; Marvel Team-Up (vol. 1) #63-64; Power Man #48-49; Power Man and Iron Fist #50          | Октябрь 2004              | SC: ISBN 978-0-7851-1546-5                            |
| Essential Power Man and Iron Fist, Vol. 1                          | Power Man and Iron Fist #50-72, #74-75                                                                                                   | Январь 2008               | SC: ISBN 978-0-7851-2726-0                            |
| Essential Power Man and Iron Fist, Vol. 2                          | Power Man and Iron Fist #76-100; Daredevil #178                                                                                          | Март 2009                 | SC: ISBN 978-0-7851-3072-7                            |
| Marvel Masterworks: Iron Fist: Vol. 1                              | Marvel Premiere #15-25, Iron Fist #1-2                                                                                                   | Июнь 2011                 | HC: ISBN 978-0-7851-5032-9                            |
| Marvel Masterworks: Iron Fist: Vol. 2                              | Iron Fist #3-15, Marvel Team-Up #63-64                                                                                                   | Сентябрь 2012             | HC: ISBN 978-0-7851-5955-1                            |
| The Immortal Iron Fist, Vol. 1: The Last Iron Fist Story           | The Immortal Iron Fist #1-6; Civil War: Choosing Sides                                                                                   | Август 2007 Ноябрь 2007   | HC: ISBN 978-0-7851-2854-0 SC: ISBN 978-0-7851-2489-4 |
| The Immortal Iron Fist, Vol. 2: The Seven Capital Cities of Heaven | The Immortal Iron Fist #8-14, Annual #1                                                                                                  | Июнь 2008 Сентябрь 2008   | HC: ISBN 978-0-7851-2992-9 SC: ISBN 978-0-7851-2535-8 |
| The Immortal Iron Fist, Vol. 3: The Book of the Iron Fist          | The Immortal Iron Fist #7, #15-16; Orson Randall and the Green Mist of Death; The Origin of Danny Rand; Covers of Marvel Premiere #15-16 | Октябрь 2008 Февраль 2009 | HC: ISBN 978-0-7851-2993-6 SC: ISBN 978-0-7851-2536-5 |
| The Immortal Iron Fist, Vol. 4: The Mortal Iron Fist               | The Immortal Iron Fist #17-20; Orson Randall and the Death Queen of California                                                           | Апрель 2009 Июль 2009     | HC: ISBN 978-0-7851-2994-3 SC: ISBN 978-0-7851-3296-7 |
| The Immortal Iron Fist, Vol. 5: Escape from the Eighth City        | The Immortal Iron Fist #22-27 | Сентябрь 2009 Ноябрь 2009 | HC: ISBN 978-0-7851-3392-6 SC: ISBN 978-0-7851-3179-3 |
| The Immortal Iron Fist Omnibus                                     | The Immortal Iron Fist #1-16, Annual #1; Orson Randall and the Green Mist of Death; The Origin of Danny Rand; Civil War: Choosing Sides  | Июнь 2009                 | HC: ISBN 978-0-7851-3819-8                            |
| The Immortal Iron Fist: The Complete Collection Volume 1           | The Immortal Iron Fist #1-16, Annual #1; Orson Randall and the Green Mist of Death; The Origin of Danny Rand; Civil War: Choosing Sides  | Декабрь 2013              | SC: ISBN 978-0-7851-8542-0                            |
| The Immortal Iron Fist: The Complete Collection Volume 2           | The Immortal Iron Fist #17-27; Orson Randall and the Death Queen of California; Immortal Weapons #1-5; Immortal Weapons Sketchbook       | Июнь 2014                 | SC: ISBN 978-0-7851-8890-2                            |
| Immortal Weapons                                                   | Immortal Weapons #1-5 | Март 2010                 | SC: ISBN 978-0-7851-3848-8                            |
| Epic Collection Iron Fist, Vol. 1 The Fury of Iron Fist            | Marvel Premiere #15-25; Iron Fist (vol. 1) #1-15; Marvel Team-Up (vol. 1) #63-64                                                         | Август 2015               | SC: ISBN 978-0-7851-9164-3                            |

## Вне комиксов

### Телевидение

Финн Джонс в роли Дэнни Рэнда в телесериале «Железный кулак».

- Железный Кулак, озвученный Майки Келли, появился в серии A Brat Walks Among Us мультипликационного сериала «Супергеройский отряд», где входил в состав команды Герои по найму.
- В анимационном сериале «Мстители: Могучие герои Земли» Железный Кулак был озвучен Лореном Лестером и появился в 5 серии 2 сезона, где вместе с Люком Кейджем искал вора, укравшего костюм Человека-муравья у Хэнка Пима. Позже Железный Кулак и Люк Кейдж объединяются с Человеком-пауком, Росомахой, Воителем и Существом для битвы с Кангом-завоевателем в то время, как Мстители по вине злодея временно бездействовали. В финальной серии Железный Кулак с другими героями выступил против Галактуса и сражался с его герольдом Терраксом.
- Железный Кулак появлялся в мультипликационном сериале «Великий Человек-паук», где его озвучил Грег Кайпс. Там он является подростком и членом команды молодых супергероев, которую создал Ник Фьюри.
- Железный Кулак появляется в мини-сериале «Lego Marvel Super Heroes: Maximum Overload», озвученный Грегом Кипесом.
- Финн Джонс исполняет роль Дэниэла Рэнда в сериале «Железный Кулак» от Netflix[1][46].
- Джонс повторил роль в мини-сериале-кроссовере «Защитники»[47].
- Финн Джонс появился в роли Рэнда в 10-й серии второго сезона сериала «Люк Кейдж».

### Фильм
В мае 2000 года Marvel Studios заключила сделку с Artisan Entertainment о совместном финансировании фильма о Железном Кулаке, наняв на главную роль актёра Рэя Парка, а также сценариста Джона Турмана в январе 2001 года. Парк читал много комиксов, где фигурировал Железный Кулак. Кирк Вонг был выбран режиссёром фильма, съёмки которого должны были начаться в конце 2001 / начале 2002 года. Предварительное производство «Железного Кулака» практически началось в марте 2002 года. Месяц спустя Вонг покинул проект. В августе 2002 года возобновилось производство фильма. Съёмки фильма были перенесены на конец 2002 года, а затем на конец 2003 года. В марте 2003 года Marvel назначили дату выхода фильма на 2004 год. В апреле 2003 года Стив Карр вступил в переговоры со студией, чтобы направить фильм. В ноябре 2003 года премьера была перенесена на 2006 год. В марте 2007 года Карр покинул проект из-за конфликта в графике. В 2009 году Marvel объявили о найме группы сценаристов для консультации об адаптации на экран их менее популярных персонажей, таких как Железный Кулак, Чёрная пантера, Кабель, Доктор Стрэндж, Ночной ястреб и Вижен. В августе 2010 года Marvel наняли Рича Уилкса для написания сценария к фильму. Студия планировала будущий фильм о Железном Кулаке. В ноябре 2013 генеральный директор Disney Боб Айгер заявил, что в случае популярности телесериалов Marvel от Netflix, таких как «Железный Кулак», «вполне возможно, что они станут художественными фильмами».

### Видеоигры
- Железный Кулак является неиграбельным персонажем в «Spider-Man and Venom: Maximum Carnage»[65].
- В игре «The Amazing Spider-Man: Lethal Foes» Железный Кулак кратко появляется между уровнями, чтобы поговорить с Человеком-пауком.
- Железный Кулак появляется в игре «Spider-Man: Friend or Foe», озвученный Джоном Рубиновом. После того, как Человек-паук спасает его от фантомов, он присоединяется к Щ. И. Т.у.
- Железный Кулак является играбельным персонажем в «Marvel: Ultimate Alliance 2» в версиях для Xbox 360 и PlayStation3, озвученный Питером Добсоном[66].
- Железный Кулак делает камео в концовке Рю в игре «Marvel vs. Capcom 3: Fate of Two Worlds».
- В игре «Ultimate Marvel vs. Capcom 3» он является играбельным персонажем[67]. Здесь его озвучил Лорен Лестер[68].
- Железный Кулак — играбельны персонаж в «Marvel: Avengers Alliance» для Facebook.
- Железный Кулак доступен как загружаемый контент в «LittleBigPlanet»[69].
- В игре «Marvel Heroes» он является одним из Героев по найму, которых Люк Кейдж призывает в бою. В 2015 году становится играбельным персонажем, озвученный Джонни Йонг Бошом[70].
- Эндрю Кишино озвучил Железного Кулака в «Lego Marvel Super Heroes»[71].
- В «Disney Infinity: Marvel Super Heroes» и «Disney Infinity 3.0» Железный Кулак, озвученный Грегом Кипесом, является играбельным персонажем.
- Железный Кулак играбелен в «Marvel: Contest of Champions».
- Кипес вновь озвучил Дэниэла Рэнда в игре «Lego Marvel's Avengers».
- Железный Кулак является играбельным персонажем в «Marvel: Future Fight».